# Le Moulin d'Alfort
Le Moulin d'Alfort est un tableau réalisé par le peintre français Henri Rousseau vers 1895. Cette huile sur toile naïve est un paysage urbain dont la composition est centrée sur un moulin à eau dans ce qui est aujourd'hui le Val-de-Marne, avec différents bateaux au premier plan. Elle est conservée au musée Pola de Hakone, au Japon.

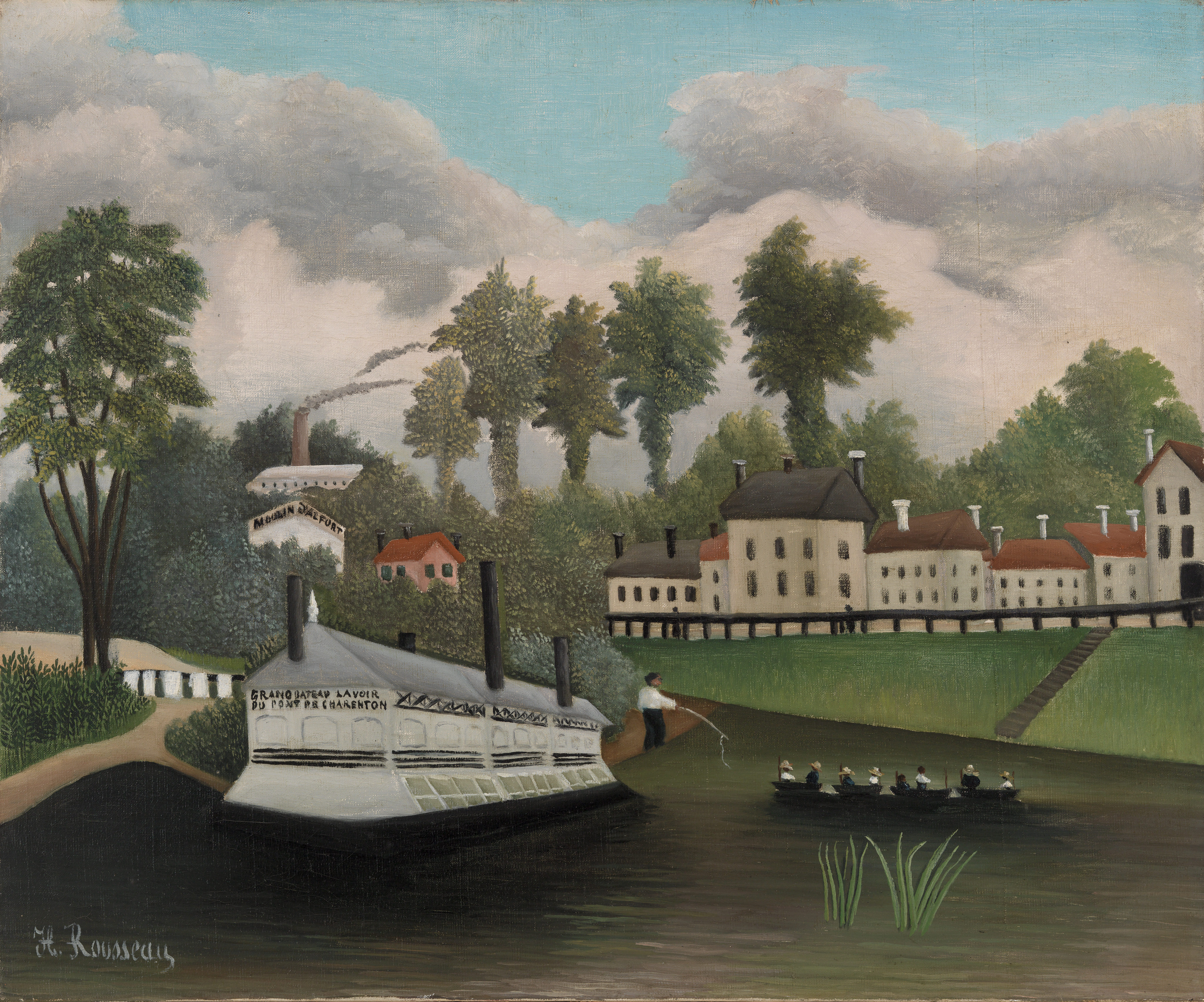
Le Bateau-lavoir du pont de Charenton, vers 1895 – Fondation Barnes, Philadelphie.